# Ron Johnson
Johann Harold Johnson (* 8. dubna 1955, Mantako, Minnesota) je americký podnikatel a politik za Republikánskou stranu. Od roku 2011 je senátorem USA za stát Wiconsin. Než vstoupil do politiky, působil v průmyslu na výrobu polyesterů a plastů.
Johnson je konzervativním republikánem a skalním podporovatelem prezidenta Donalda Trumpa. V prosinci 2020 den poté, co vůdce většiny v Senátu Mitch McConnell veřejně oznámil, že Joe Biden je vítězem prezidentských voleb, Johnson uspořádal slyšení Senátu k prozkoumání volebních nesrovnalostí. Demokraté účel tohoto slyšení označili za podkopávání demokracie. I když se Johnson po útoku Trumpových přívrženců na Kapitol 6. ledna 2021 nepřipojil k republikánským senátorům zpochybňujícím výsledky prezidentských voleb, následující den Milwaukee journal sentinel, místní noviny Wisconsinu, volaly po jeho rezignaci.